# Giovanni Francesco Serra, II marchese di Strevi
Giovanni Francesco Serra, II marchese di Strevi (Genova, 20 maggio 1609 – Maiorca, 9 marzo 1656), è stato un nobile e militare italiano.

## Biografia
Nato a Genova il 20 maggio 1609, Giovanni Francesco era figlio del nobile Girolamo, I marchese di Strevi, e di sua moglie, la nobile genovese Veronica Spinola.
Nel 1616, dopo la morte del genitore che con un'attenta politica favorevole alla Spagna e una sapiente amministrazione dei propri beni di banchiere aveva assicurato la fortuna della famiglia, Giovanni Francesco si trovava ancora in minore età e pertanto col fratello Giovanni Battista passò sotto la tutela di un loro cugino, Battista, il quale a sua volta durante la sua minore età era stato sotto tutela di Girolamo Serra e ne era divenuto il pupillo prediletto. Ancora giovanissimo, Giovanni Francesco si portò a Madrid con Battista che in loco svolgeva funzioni per conto del governo genovese e trascorse buona parte della propria adolescenza nella capitale spagnola. Il cugino Battista, in quegli anni, fece fruttare la grande fortuna messa da parte da Girolamo a favore dei suoi due figli, acquistando ad esempio nel 1617 le rendite sulla città di Almendralejo, in Estremadura, sulla quale nel 1641 Giovanni Francesco ottenne il titolo di marchese da Filippo IV di Spagna, come pure acquistò il feudo di Cassano allo Ionio, in Calabria nel 1622. e poi la baronia di Civita.
Nel contempo il giovane Giovanni Francesco si dedicò alla carriera militare nelle file dell'esercito spagnolo durante la guerra dei trent'anni. Nel 1625 reclutò a proprie spese una compagnia di fanti e con essa contribuì alla difesa di Genova dall'invasione dei franco-sabaudi sotto il comando di Carlo I Doria Del Carretto, I duca di Tursi, e di Álvaro de Bazán, marchese di Santa Cruz. Nel 1627 si occupò di reclutare nuovi uomini nel regno di Napoli per l'esercito spagnolo di stanza in Alsazia.
Nel 1635 ottenne la carica di maestro di campo di un tercio di fanteria spagnola reclutato a Napoli, prendendo poi parte alla guerra civile scoppiata in Piemonte dopo la morte del duca Vittorio Amedeo I di Savoia tra la sua vedova e reggente dello stato Cristina di Borbone-Francia, sostenuta appunto dalla Francia, e i cognati Maurizio e Tommaso Francesco, supportati dalla Spagna: ebbe modo in quel contesto di distinguersi durante l'assedio di Vercelli. Nel 1642 si portò in Spagna per relazionare presso re Filippo IV circa la situazione nell'Italia settentrionale, venendo in quella stessa occasione nominato generale d'artiglieria nel ducato di Milano e gentiluomo di camera del sovrano.
Al seguito di Filippo IV, si portò in Catalogna dove era da poco scoppiata una rivolta per poi rientrare in Italia dove riprese le operazioni militari, pagando personalmente la levata di diverse compagnie di soldati. La sua azione risultò fondamentale per la conquista spagnola della città piemontese di Tortona, la quale era posta lungo la strada che collegava Genova con Milano. Combatté nuovamente contro i franco-piemontesi nel 1647 nel Monferrato e nel 1649 prese parte alla difesa della città di Cremona. Nominato maestro di campo generale dell'esercito del ducato di Milano, nel 1652 riuscì a conquistare la cittadella di Casale Monferrato che però poi Filippo IV dovette restituire al duca di Mantova.
Date le sue grandi doti dimostrate sul campo, Filippo IV decise di richiamare il Serra in Spagna per coadiuvare Giovanni d'Austria nella repressione della rivolta della Catalogna. Anche in questo caso riuscì a distinguersi in una serie di operazioni militari, tra cui l'assedio francese di Gerona. Chiese quindi di poter rientrare a Milano dove venne nominato governatore generale delle armi. Deciso a ritirarsi a vita privata e a dedicarsi alla carriera amministrativa nel ducato, Filippo IV gli concesse dapprima l'Ordine di Santiago e poi il titolo di grande di Sagna.
Ancora una volta però il destino e la sua abilità militare lo vollero al fianco di Giovanni d'Austria, inviato nelle Fiandre come governatore. Imbarcatosi su una serie di galee spagnole dirette a circumnavigare l'Europa per giungere in Olanda, queste vennero attaccate dai pirati turchi presso l'isola di Maiorca dove Giovanni Francesco venne raggiunto da un colpo di moschetto che lo portò alla morte: era il 9 marzo 1656.
Filippo IV, quando venne a sapere della notizia, si disse profondamente amareggiato e si premurò di provvedere personalmente alla famiglia del defunto generale: il suo primogenito, Giuseppe, venne incluso tra i gentiluomini del sovrano di Spagna ed ottenne il comando di due compagnie di soldati, all'altro figlio Francesco venne concessa una redditizia commenda ed alla figlia Artemisia ed alla vedova vennero concesse ricche pensioni ed esenzioni fiscali, oltre al denaro lasciato da Giovanni Francesco ai suoi famigliari per testamento.

## Matrimonio e figli
Giovanni Francesco Serra sposò il 13 gennaio 1633 a Genova la nobile Maria Giovanna Doria, figlia del generale Carlo I Doria Del Carretto, dalla quale ebbe:
- Teresa (m. 1707), sposò Cesare III Visconti di Cislago, marchese di Cislago
- Giuseppe (m. 1715), II signore e I duca di Cassano, sposò nel 1670 la nobile Maria Agata Dorotea Trivulzio, signora di Maleo
- Francesco (1644-1703), sposò il 10 luglio 1692 a Genova la nobile Laura Maria Anna Doria

## Genealogia
|                                                 |                  |                  | Genitori                   |  |  | Nonni |  |  | Bisnonni      |  |  | Trisnonni   |  |
|                                                 |                  |                  |                            |  |  |       |  |  | Antonio Serra |  |  | Paolo Serra |  |
|                                                 |                  |                  |                            |  |  |       |  |  | Antonio Serra |  |  | Paolo Serra |  |
|                                                 |                  | Maria Grimaldi   |                            |  |  |       |  |  | Antonio Serra |  |  |             |  |
| Paolo Serra                                     |                  |                  |                            |  |  |       |  |  | Antonio Serra |  |  |             |  |
|                                                 |                  | Giacoba Spinola  | Girolamo Spinola           |  |  |       |  |  |               |  |  |             |  |
|                                                 |                  | Giacoba Spinola  | Girolamo Spinola           |  |  |       |  |  |               |  |  |             |  |
|                                                 |                  | Giacoba Spinola  | Geronima Spinola           |  |  |       |  |  |               |  |  |             |  |
| Girolamo Serra, I marchese di Strevi            |                  | Giacoba Spinola  |                            |  |  |       |  |  |               |  |  |             |  |
|                                                 |                  | ?                | ?                          |  |  |       |  |  |               |  |  |             |  |
|                                                 |                  | ?                | ?                          |  |  |       |  |  |               |  |  |             |  |
|                                                 |                  | ?                | ?                          |  |  |       |  |  |               |  |  |             |  |
| Maria Piccamiglio                               |                  | ?                |                            |  |  |       |  |  |               |  |  |             |  |
|                                                 |                  | ?                | ?                          |  |  |       |  |  |               |  |  |             |  |
|                                                 |                  | ?                | ?                          |  |  |       |  |  |               |  |  |             |  |
|                                                 |                  | ?                | ?                          |  |  |       |  |  |               |  |  |             |  |
| Giovanni Francesco Serra, II marchese di Strevi |                  | ?                |                            |  |  |       |  |  |               |  |  |             |  |
|                                                 | Federico Spinola | Giacomo Spinola  |                            |  |  |       |  |  |               |  |  |             |  |
|                                                 | Federico Spinola | Giacomo Spinola  |                            |  |  |       |  |  |               |  |  |             |  |
|                                                 | Federico Spinola | Sobrana Lercari  |                            |  |  |       |  |  |               |  |  |             |  |
| Giacomo Spinola                                 | Federico Spinola |                  |                            |  |  |       |  |  |               |  |  |             |  |
|                                                 |                  | Geronima Spinola | Carlo Spinola              |  |  |       |  |  |               |  |  |             |  |
|                                                 |                  | Geronima Spinola | Carlo Spinola              |  |  |       |  |  |               |  |  |             |  |
|                                                 |                  | Geronima Spinola | Violante Giustiniani Negri |  |  |       |  |  |               |  |  |             |  |
| Veronica Spinola                                |                  | Geronima Spinola |                            |  |  |       |  |  |               |  |  |             |  |
|                                                 |                  | Luca Spinola     | Agostino Spinola           |  |  |       |  |  |               |  |  |             |  |
|                                                 |                  | Luca Spinola     | Agostino Spinola           |  |  |       |  |  |               |  |  |             |  |
|                                                 |                  | Luca Spinola     | Nicoletta Pinelli          |  |  |       |  |  |               |  |  |             |  |
| Geronima Spinola                                |                  | Luca Spinola     |                            |  |  |       |  |  |               |  |  |             |  |
|                                                 |                  | Violante Spinola | Giovanni Battista Spinola  |  |  |       |  |  |               |  |  |             |  |
|                                                 |                  | Violante Spinola | Giovanni Battista Spinola  |  |  |       |  |  |               |  |  |             |  |
|                                                 |                  | Violante Spinola | Caterina Calvi             |  |  |       |  |  |               |  |  |             |  |
|                                                 |                  | Violante Spinola |                            |  |  |       |  |  |               |  |  |             |  |